# 雷澤克內區
雷澤克內區是拉脫維亞東部的一個已废置的區份。面積2,809平方公里。2005年人口41,662人。区府雷澤克內為一共和国城市，不在本区管辖范围内。下分1市28村。
拉脫維亞於2009年撤销了所有的区份，并改制为市镇。